# Emil Koschek
Emil Koschek (* 17. Mai 1928 in Schaken, Litauen; † 19. November 2015 in Bad Harzburg) war ein deutscher  Politiker (CDU). Er war Mitglied der Bremischen Bürgerschaft.

## Biografie
Koschek war als selbständiger Kaufmann in Bremen und später als Immobilienmakler in Bad Harzburg tätig. Er war verheiratet.
Koschek war Mitglied der CDU. Für diese Partei war er von 1963 bis 1975 in der 6., 7. und 8. Wahlperiode zwölf Jahre lang Mitglied der Bremischen Bürgerschaft und in der Bürgerschaft in verschiedenen Deputationen (Wirtschaft und Außenhandel) tätig. Im September 1975 trat der rechtskonservative Koschek aus der CDU. Er sympathisierte schon zuvor mit der CSU. Zusammen mit dem früheren Bundestagsabgeordneten ex Senator Karl Krammig (CSU) gründete er im Sommer 1975 den Bremer Freundeskreis Franz Josef Strauß e.V., mit dem Ziel, ihn zu einem Landesverband der CSU auszubauen, was – da es entsprechende Bestrebungen auch in anderen Landesverbänden gab – zu einer heftigen Kontroverse zwischen den beiden Unionsparteien führte. Der Streit zwischen CDU und CSU wurde bald beigelegt. Koschek gründete dann noch die  kurzlebige rechtskonservative Partei Freier Bürger, die erfolglos im September 1975 an der Bürgerschaftswahl in Bremen teilnahm (0,4 %).